# Clase Minotaur (1943)
La clase Minotaur de cruceros ligeros de la Royal Navy, también conocida como Clase Swiftsure, fue diseñada como una versión modificada de la clase Crown Colony, que incorporaba modificaciones de guerra, y que fueron autorizados en 1941, pero, debido al alto coste de estos cruceros, en el año de inicio de su construcción y al siguiente, el ensamblaje de los buques, tuvo una actividad relativamente baja, y solo tres, fueron completados antes del final de la contienda. 
Los tres buques que fueron finalizados, no jugaron un papel significativo durante la guerra, aunque el HMS Swiftsure, como buque insignia de la Escuadra del Pacífico, fue seleccionado por el almirante Cecil Harcourt, para mostrar pabellón en la rendición japonesa. El HMS Superb fue completado con ligeras diferencias en su diseño.
La clase, debía haber estado formada por un total de ocho buques, que fueron puestos en grada en 1943, pero al final de a Segunda Guerra Mundial, únicamente los HMS Minotaur, HMS Swiftsure, y HMS Superb estaban terminados, mientras que los otros, estaban sobre las gradas. El Minotaur fue transferido a al Armada Real Canadiense, donde fue renombrado HMCS Ontario.
Tres de los buques de la clase puestos en grada, fueron completados en la década de 1960 como cruceros de la clase Tiger. Los otros dos, fueron convertidos en cruceros de mando portahelicópteros durante la década de 1970.

## Modificaciones
El Swiftsure fue completado con 16 piezas gemelas y seis simples de 20 mm, pero todos los montajes simples y ocho gemelos, fueron retirados en el verano de 1945, cuando recibió en su lugar, ocho Boffors de 40 mm y cinco montajes simples 40 mm Bofors Mk III. El HMCS Ontario (ex-Minotaur) fue completado con esta misma distribución de armamento de corto alcance con la que había sido reformado el Swiftsure, y se reporta que al final de la guerra, portaba seis de 40 mm y seis de 20 mm, todos en montajes simples. El Superb, no fue completado hasta después de la finalización del conflicto, y su armamento de corto alcance, consistía en ocho montajes simples de 40 mm Mk III, dos simples de 2 libras, cuatro gemelos operados manualmente de 20 mm y dos simples de 20 mm.

## Buques
- HMS Minotaur fue transferido a la Real Armada de Canadá,  completado en  1944 y renombrado HMCS Ontario.  Fue dado de baja en 1959 y desguazado en 1960.
- HMS Swiftsure fue botado en 1943 y sirvió en la Royal en lejano oriente. Fue desguazado en 1962.
- HMS Superb fue construido con un diseño modificado y botado en 1943.  Fue desguazado en 1960.
- HMS Hawke fue puesto en grada en los astilleros de Portsmouth el 1 de julio de 1943, pero su construcción, fue cancelada el 15 de octubre de 1945 y fue desguazado sobre la grada.
- HMS Tiger fue renombrado y puesto en grada como Bellerophon en los astilleros Tyne de  Vickers-Armstrong en agosto de 1944,  renombrado Blake, y posteriormente Bellerophon de nuevo.  Su construcción, fue cancelada en marzo de 1946, y posteriormente, fue desguazado.
- HMS Blake fue renombrado Tiger, y posteriormente Blake y finalmente, fue concluido como crucero de la clase Tiger.
- HMS Defence fue renombrado Lion y completado como crucero de la clase Tiger.
- HMS Bellerophon fue renombrado Tiger y completado como crucero de la clase Tiger.